# Eva Mattsson
Eva Mattsson, född  8 februari 1940 i Gävle, död 1 november 2012, var en svensk journalist och författare.
Hon var bland annat  socialreporter och litteraturkritiker på Aftonbladet, skrev kåserier i Dagens Nyheter och arbetade på Institutionen för litterär gestaltning vid Göteborgs universitet.. Hon är begravd tillsammans med sin make och sina föräldrar på Ringarums kyrkogård.

## Priser och utmärkelser
- De Nios Vinterpris 2006[4]